# 대반열반경 (상좌부)
《대반열반경》(大般涅槃経, 팔리어: Maha-parinibbana Sutta(nta))의 상좌부 불교에서의 위치는 팔리어 대장경에서 경장(経蔵)의 장부(長部) 가운데 열여섯 번째 경전으로써 수록 되어 있다. 
유사한 전통 한역 경전으로써 『장아함경』(長阿含経) 두 번째 경전인 「유행경」(遊行経)이나 『불반니원경』(仏般泥洹経), 『반니원경』(般泥洹経), 『대반열반경』(大般涅槃経) 등이 있다. 
여든의 석가모니가 왕사성(라자그리하)의 동쪽에 위치한 영축산에서 마지막 여행을 떠나서 말라국의 쿠시나가르에서 입멸(열반)에 들기까지의 언행 및 그 뒤의 화장 ・ 유골 분배의 모습이 그려져 있다.

## 시대 배경
석가모니의 마지막 여행이 있었던 시기는 거의 마가다 왕국의 아자타사트루 왕이 밧지국을 침략 ・ 정복하러 나서고 있던 시기로 본 경전에서도 그 시대 배경이 짙게 반영되어 있다. 상좌부 《대반열반경》은 아자타사트루 왕이 밧지족을 침략할 계획을 세우면서 석가모니에게 자문을 구하는 것으로 이야기가 시작되고 있다(대승불교의 《대반열반경》에는 밧지국 침략에 대한 언급이 없이 곧장 입멸을 앞둔 석가모니의 모습을 묘사하는 것으로 시작된다). 
또한 갠지스강 남안의 국경 마을에서 당시 물류의 거점이기도 했던 파탈리 마을([파탈리푸트라]])이 침략 거점의 요새로써 변모해가는 모습도 묘사되어 있다(아자타사트루 왕의 뒤를 이은 우다인 왕의 시대에 이르러 마가다 왕국의 수도는 라자그리하에서 이곳 파탈리푸트라로 옮겨졌다).

## 같이 보기
- 석가모니
- 팔리어 대장경